# 桜木町 (富山市)
桜木町（さくらぎちょう）は、富山県富山市の中心市街地にある町名であり、富山県内最大の歓楽街である。郵便番号は930-0082。隣接する総曲輪1丁目も同じく歓楽街であり、地元ではこの2つの地域を合わせて桜木町と呼ばれる。

## 概要
桜木町と総曲輪1丁目は、北側を松川、東側は富山県道22号富山停車場線、西側は城址大通り、南側は国道41号に囲まれた一画で、桜木町は北側の約半分を占める。上記の道路沿いはオフィスが入居するビルやホテルなどが立ち並ぶが、一歩路地に入ると、スナック、バー、クラブ、キャバクラ、ホストクラブなどが入居する雑居ビルなどが立ち並び、一大歓楽街となっている。
元々この場所は富山城の東出丸の東側に当たり、富山藩10代藩主前田利保が建造した千歳御殿と千歳の庭園があった。同御殿は最後の藩主となる第13代藩主前田利同まで居所として使用されていたが、幕末には東側の堀が埋め立てられ細い水路となり、1871年（明治4年）には、利同が東京に家族とともに移住したため主を失い、1872年（明治5年）には御殿やその余構は取り壊され、寿縁天満宮も撤去され町割りが実施された。この際、庭園東側の堀の桜並木をはじめ多くの桜の木があったことから桜木町と命名、同年12月に新川県（当時）の命令で富山市内の稲荷町や出町、北新地などに散在した遊廓をこの地に集めたことから歓楽街として発展していった。
1876年（明治9年）富山町女紅場仮規則が設けられ、2丁目に女紅場が建築された。さらに1887年（明治20年）11月22日のは授業所と仮駆懲院が設けられる。これにより桜木町は芸妓本位の甲地となり、市内のもう1つの遊郭である東新地の方は娼妓本位の乙地となる。
1899年（明治32年）9月、富山大火の影響で68軒焼失したため、桜木町遊郭は取り壊され、桜谷村大字愛宕村付近に移転した。以降桜木町は高級料亭街となる。
2015年（平成27年）、指定暴力団山口組から神戸山口組が分離する動きは桜木町を拠点とする組織にも広がり、同年9月25日には暴力団員ら約100人が桜木町を練り歩くという示威行為も発生した。同年10月6日、富山県警察は、練り歩きが道路交通法違反に当たるとして射水市にある本江組と富山市にある芳賀組の各事務所の家宅捜索を行っている。この出来事が契機となり、この年から富山県暴力追放運動推進センターや民間団体らによる桜木町地区暴力団追放連絡会議が開催されている。2019年（令和元年）5月には、桜木町に存在していた無料案内所が暴力団幹部により経営されていたことが表面化、テナントから退去する出来事があった。富山県警察は、同幹部を別件の詐欺容疑で逮捕するとともに複数の店から、みかじめ料を徴収していた疑いで捜査を行った。
2021年（令和3年）、富山県は暴力団排除条例を改正して、桜木町一帯（及び駅前周辺）を暴力団排除特別強化地域に設定。暴力団員等による みかじめ料の要求も飲食業者などからの支払い等を禁止し、違反した場合には双方に罰則を科すこととした。
なお、物販を主体とした県内最大の繁華街である総曲輪通り商店街、中央通り商店街、西町商店街は、桜木町より約400m離れた南から南東側にある。

## 世帯数と人口
2018年（平成30年）3月31日現在の世帯数と人口は以下の通りである。
| 町丁   | 世帯数 | 人口 |
| ------ | ------ | ---- |
| 桜木町 | 47世帯 | 77人 |

## 小・中学校の学区
市立小・中学校に通う場合、学区は以下の通りとなる。
| 番・番地等 | 小学校             | 中学校             |
| ---------- | ------------------ | ------------------ |
| 全域       | 富山市立芝園小学校 | 富山市立芝園中学校 |

## 周辺の主な施設・店舗
地名のないものは桜木町内の施設・店舗である。
公共施設、商業施設など
- 富山城址公園（本丸）
  - 富山市郷土博物館〔富山城〕
  - 佐藤記念美術館
- 富山市役所（新桜町）
- 富山県民会館（新総曲輪）
- 富山県庁（新総曲輪）
- 富山県警察本部（新総曲輪）
- 富山市教育センター（八人町）
- 富山商工会議所ビル（総曲輪）
- 富山国際会議場（大手町）

企業
- 佐藤工業北陸支店〔富山本店〕
- 日医工本社（総曲輪）
- 富山新聞社本社（大手町）

ホテル
- 富山マンテンホテル（今木町）
- ANAクラウンプラザホテル富山（大手町）
- ダイワロイネットホテル富山（荒町） - 2004年4月開業、2023年9月5日営業終了[14]
- ホテルアルファーワン富山荒町（荒町）
- ドーミーインホテル富山（大手町）
- 御宿 野乃 富山（総曲輪）

## 交通

### 鉄道
- 富山地方鉄道 富山軌道線
  - 桜橋停留場または荒町停留場下車

### 道路
- 富山県道22号富山停車場線
- 城址大通り
- 国道41号